# Telefon (film amerykański 2002)
Telefon (ang. Phone Booth) – film produkcji amerykańskiej z 2002 roku. Reżyserem jest Joel Schumacher, a scenarzystą Larry Cohen.

## Obsada
- Colin Farrell – Stuart Shepard
- Kiefer Sutherland – rozmówca
- Forest Whitaker – kapitan Ed Ramey
- Radha Mitchell – Kelly Shepard
- Katie Holmes – Pamela McFadden
- Paula Jai Parker – Felicia
- Dell Yount – Facet z pizzą
- Tom Reynolds – Richard
- Maile Flanagan – Lana
- Tia Texada – Asia
- John Enos – Leon
- Richard T. Jones – sierżant Cole
- Jared Leto – Bobby (scena została usunięta)
- Ben Foster (poza czołówką)

## Fabuła
Młody biznesmen Stu Shepard, specjalista w branży reklamowej, chcący uniknąć kontroli żony, jak zawsze dzwonił w centrum Nowego Jorku z budki telefonicznej do swojej kochanki, którą jest piękna Pamela McFadden. Po zakończonej rozmowie i odłożeniu słuchawki dzwonek w budce zaczął dzwonić, zanim Stu z niej wyszedł. Rozmówca wciągnął go w dziwną rozmowę, a gdy Stu chciał odłożyć słuchawkę, dowiedział się, że jeśli to zrobi, zostanie zabity przez śledzącego go snajpera. Stu zostaje w ten sposób „uwięziony” w budce. Jego tam zbyt długi pobyt oraz nerwowe zachowanie ściąga na niego zainteresowanie policji. Do tego koło budki ginie inny człowiek, a Stuart z niej nawet nie wychodzi, aby zainteresować się jego losem. Człowiek w budce staje się podejrzany o bycie przestępcą. Policja otacza budkę telefoniczną, sądząc, że to Stu jest mordercą. Kapitan Ramey usiłuje przekonać mężczyznę, aby się poddał. Tymczasem rozmówca żąda od Stu, aby wyznał publicznie prawdę o niewierności wobec żony.